# ドゥニア・モンテネグロ
ドゥニア・モンテネグロ（ポルトガル語: Dunia Montenegro、1977年7月5日 - ）は、ブラジルのポルノ女優、元ダンサー。
リオデジャネイロ出身。スペインのバルセロナでデビューし、現在もそこで暮らしている。2009年にレキシントン・スティールとMILF映画で共演した。身長は157cm。

## 受賞歴
- 2005年 - “Who Fucked Rocco?”でニンファ賞の最優秀スペイン助演女優賞[5]
- 2006年 - マックス・コルテス、サルマ・デ・ノーラと共演した“Café Diablo”でニンファ賞の最も奇抜なセックス賞[6]
- 2007年 - Prop0rnの「最優秀インターネットポルノ女優」[7]
- 2008年 - “The Resolution”でニンファ賞の最優秀スペイン助演女優賞[8]